# Baudilius von Nîmes

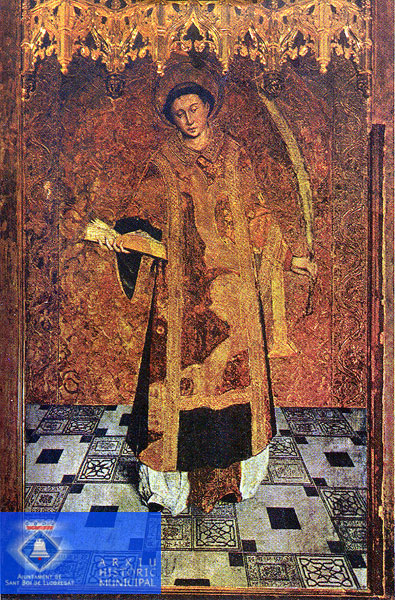
Gemälde von Lluís Dalmau in der Kirche Sant Baldiri in Sant Boi de Llobregat, um 1420

Der heilige Baudilius (* vielleicht in Orléans; † um 360 in Nîmes) erlitt unter dem römischen Kaiser Julian Apostata (360–363) in Nîmes in Südfrankreich den Märtyrertod. Er ist der Schutzpatron der französischen Städte Nîmes und Poitiers. In der spanischen Stadt Salamanca trägt die Pfarrkirche San Boal sein Patrozinium. In der Gegend von Salamanca wurden bei großer Trockenheit Bittprozessionen abgehalten, damit es durch die Fürsprache des Heiligen regne. Sein Feiertag ist der 20. Mai.

## Namen
Weitere Namen für Baudilius sind Baudilus, Baudile, Bausile, Basile, Badel, Baudel, Baudelle, Bauzille, Bauzély, Baol, Baudelio, Boal, Boi, Baldiri.

## Legende
Nach der Legende kam der heilige Baudilius eines Tages nach Nîmes, als gerade ein Fest zu Ehren eines heidnischen Gottes gefeiert wurde. Baudilius verurteilte dieses Fest und stürzte eine Götterstatue um. Dies erzürnte die heidnischen Priester. Sie schlugen Baudilius und ließen ihn mit einer Axt enthaupten. Nach der Legende soll sein Schädel drei Mal vom Boden abgeprallt sein. An jeder Stelle, an der er auf die Erde aufschlug, soll eine Quelle entsprungen sein. Über diesen drei Quellen wurde eine Kapelle errichtet, das Oratoire der Trois-Fontaines. Der Leichnam des Baudilius wurde von seiner Frau zu einem Ort namens Valsainte gebracht und dort bestattet. Sein Grab wurde bald zum Ziel von Pilgern. Im 4. Jahrhundert wurde hier eine Kirche gebaut und bald darauf ein Kloster, das bis ins 16. Jahrhundert bestand.

## Reliquien

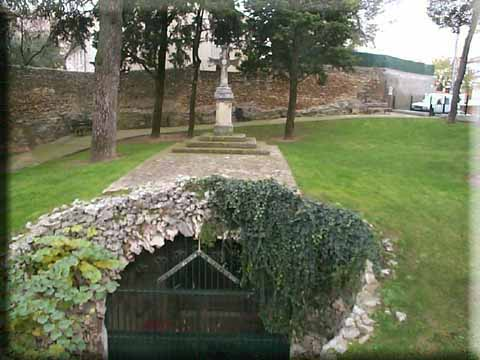
Krypta des heiligen Baudilius in Nîmes

In der Kirche San Torquato in Zamora befinden sich Reliquien eines Märtyrers, der unter dem Namen Baldiri, Baudelio oder Boal verehrt wird, vermutlich aber aus der Provinz Zamora stammt. Von den Reliquien aus der Krypta des heiligen Baudilius in Nîmes sollen einige in Cessy-les-Bois im Burgund erhalten geblieben sein, die bereits im 10. Jahrhundert dorthin gelangt sein sollen.

## Darstellung

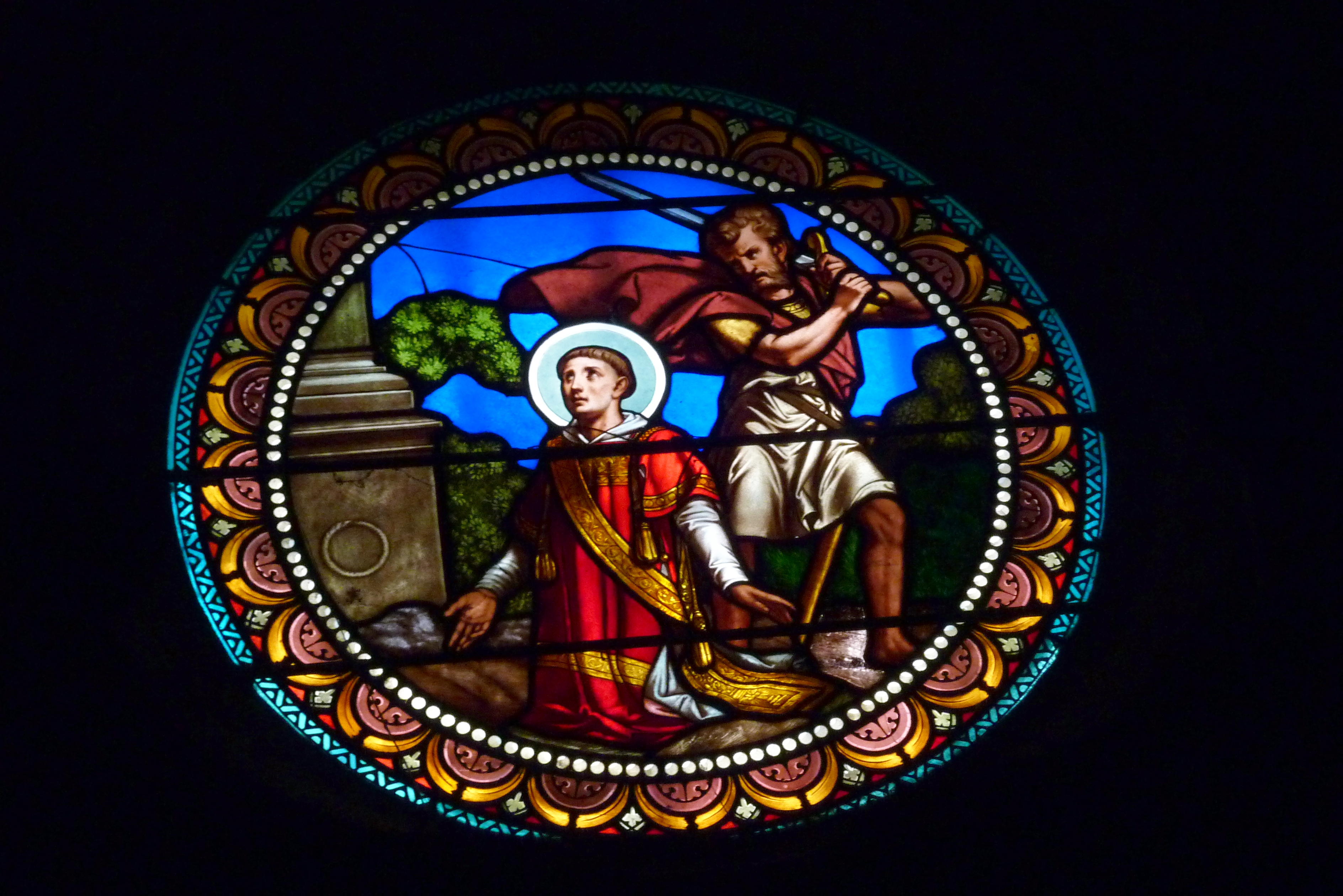
Fenster in der Kirche Saint-Baudile in Noves mit der Darstellung des Martyriums des heiligen Baudilius

Baudilius soll Diakon gewesen sein, deshalb wird er mit einer Tunika bekleidet und mit einem Buch in der Hand dargestellt. In der anderen Hand hält er eine Axt, das Werkzeug, mit dem er getötet wurde.

## Patrozinien
Dem heiligen Baudilius sind folgende Kirchengebäude gewidmet:

### Frankreich
- St-Baudile (Noves)
- St-Baudile (Fabrègues)
- St-Baudile (Neuilly-sur-Marne)

### Spanien

#### Kastilien

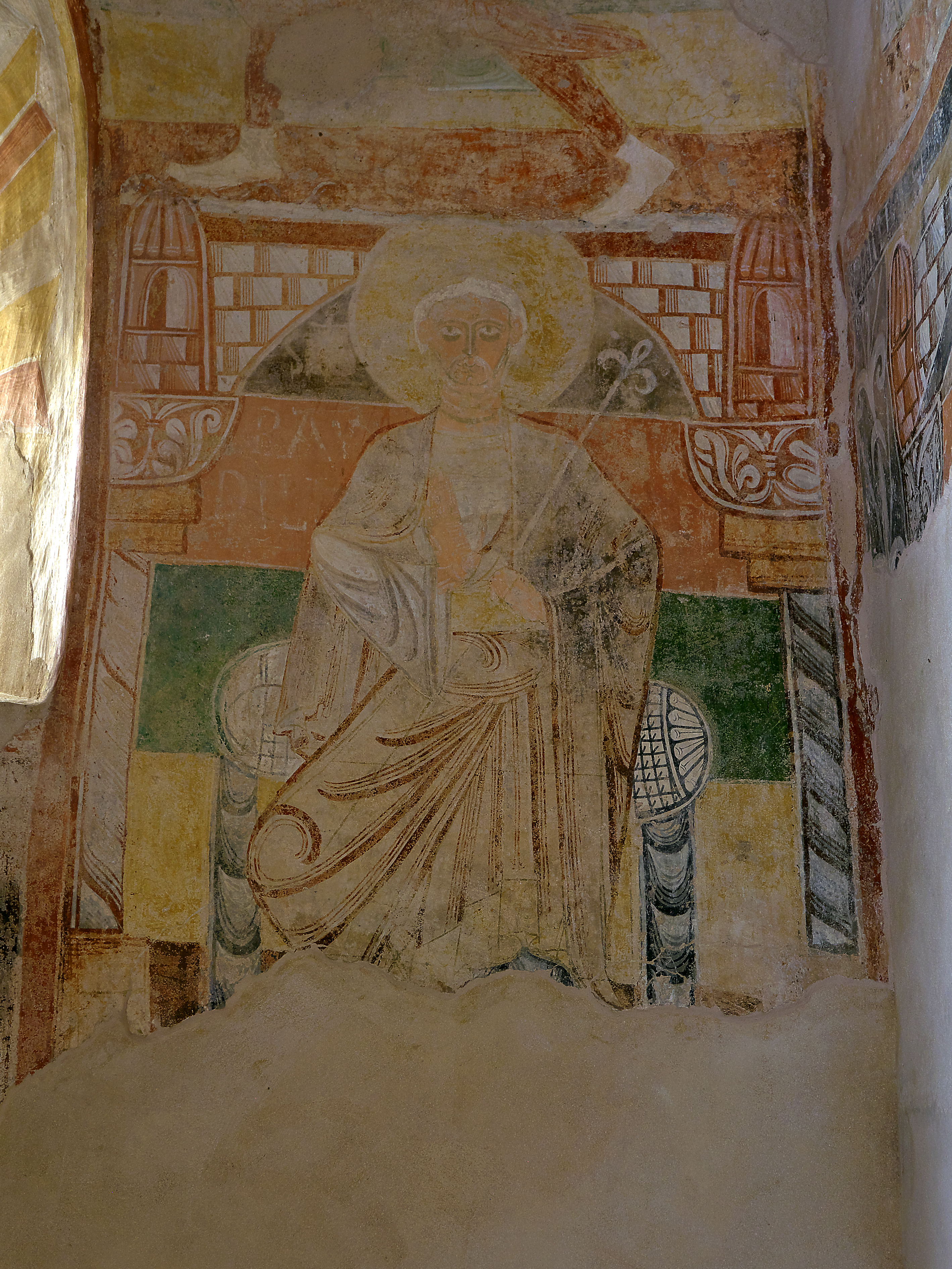
Fresko des Heiligen in San Baudelio de Berlanga

- San Baudelio de Berlanga (Caltojar, Soria)
- San Baudilio del Pinar (Samboal) (Segovia)
- Monasterio de Sambol (Burgos)
- San Boal (Valladolid)
- San Boal (Pozaldez) (Valladolid)
- San Boal (Zorita de la Loma) (Valladolid)
- San Boal (Salamanca)
- San Boal (Blascosancho) (Ávila)

#### Katalonien
- Ermita de San Baudilio (Vilarig) (Gerona)
- Ermita de San Baudilio (Llissá de Munt) (Barcelona)
- Sant Baldiri (San Baudilio de Llobregat) (Barcelona)
- San Baudilio (San Baudilio de Llusanés) (Barcelona)